# Emma (téléfilm, 1996)
Ne doit pas être confondu avec Emma, l'entremetteuse.
Pour plus de détails, voir Fiche technique et Distribution.
Emma est un téléfilm britannique réalisé par Diarmuid Lawrence sur un scénario d'Andrew Davies d'après le roman éponyme de Jane Austen, diffusé le 24 novembre 1996 sur ITV et le 16 février 1997 sur A&E aux États-Unis.

## Synopsis
La jeune et jolie Miss Woodhouse, de Hartfield, n'en a toujours fait qu'à sa tête et a décidé de ne jamais se marier. Elle vient de perdre sa gouvernante et amie, Miss Taylor, qui épouse un proche voisin, veuf depuis longtemps, le colonel Weston. Persuadée qu'elle a été l'instigatrice de cette union, Emma décide de tromper son ennui et sa solitude en continuant à organiser le mariage de ses connaissances, au grand effroi de son vieux père qui ne supporte aucun changement dans ses habitudes, et malgré les remontrances amicales de Mr Knightley, qui est à la fois un vieil ami (il la connait depuis 16 ans), le riche propriétaire de Donwell Abbey et son beau-frère. Elle se met donc en tête de marier la nouvelle amie dont elle s'est entichée, la jolie orpheline Harriet Smith, avec le jeune curé de la paroisse, Mr Elton, mais ses tentatives tournent court, car c'est elle, à sa grande horreur, que Mr Elton veut épouser. 
Le retour de Miss Fairfax chez ses parentes, Mrs et Miss Bates, l'arrivée de la prétentieuse épouse que Mr Elton, rebuté par Emma, est finalement allé se trouver à Bath, et surtout la venue du fils de Mr Weston, Franck Churchill, relancent l'intérêt et les commérages dans la petite ville de Highbury.
Quelle sorte d'homme est réellement Franck Churchill ? Quel est le secret qui ronge Jane Fairfax ?
Emma Woodhouse, si sûre d'elle et de sa capacité à juger des sentiments d'autrui, réussira-t-elle à faire le bonheur de son amie Harriet ? Et connaît-elle bien son propre cœur ?

## Fiche technique
- Réalisateur : Diarmuid Lawrence
- Producteur : Sue Birtwistle
- Scénariste : Andrew Davies, d'après Jane Austen
- décorateur de plateau : John Bush
- Coordinateur de production : Pat Bryan
- Image : Remi Adefarasin
- découpage : Susie Conklin
- Assistant de réalisation : Edward Breth
- Musique originale : Dominic Muldowney
- Direction artistique : Jo Graysmark
- Distribution : Janey Fothergill
- Chef décorateur : Don Taylor
- Responsable Danse : Jane Gibson
- Création des costumes : Jenny Beavan
- Maquillage : Mary Hillman
- Durée : 107 min

## Distribution

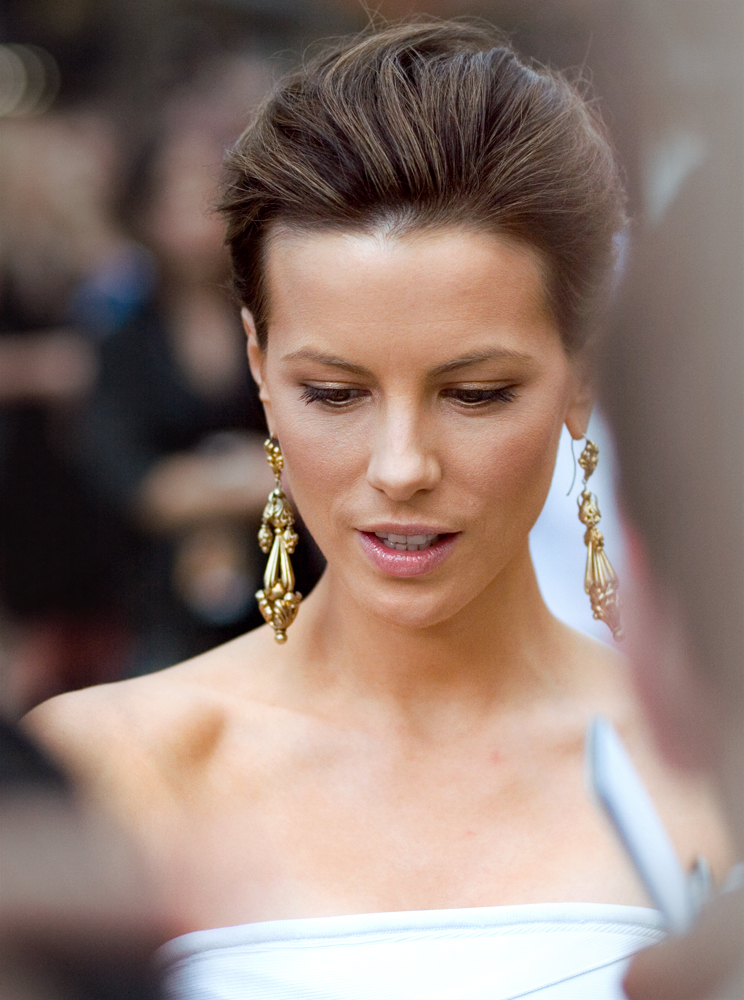
Kate Beckinsale (ici en juillet 2007) a joué Emma.

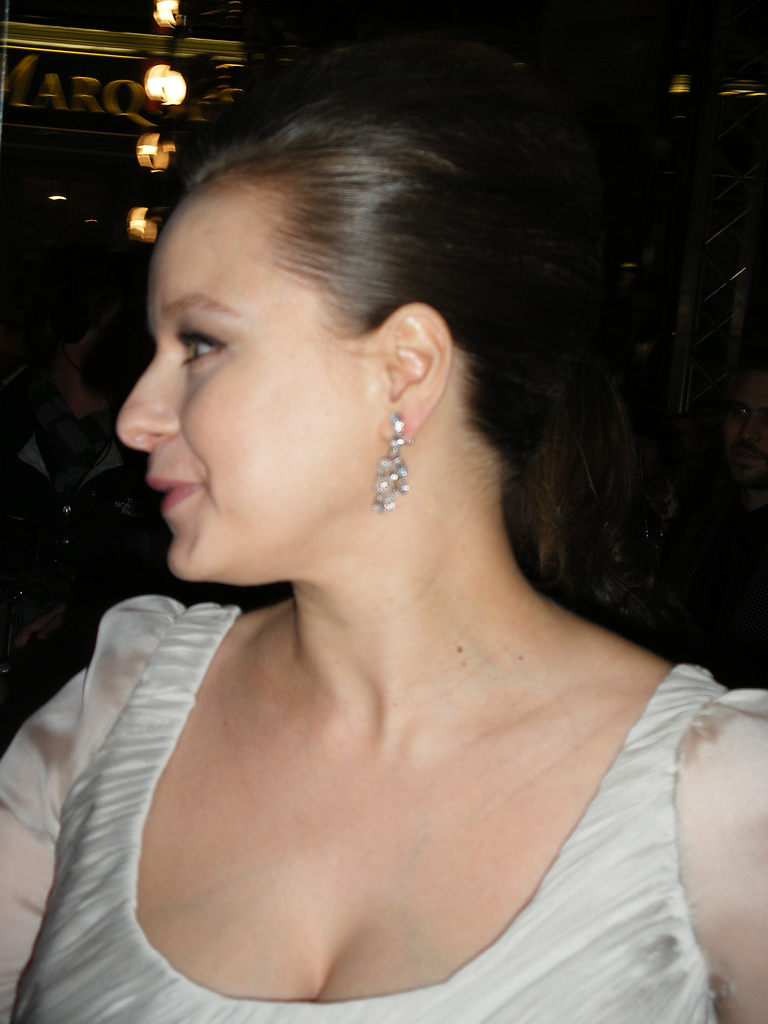
Samantha Morton (ici en 2008) a joué Harriet.

- Kate Beckinsale (VF : Brigitte Berges) : Emma Woodhouse
- Mark Strong (VF : Guillaume Lebon) : Mr. George Knightley
- Bernard Hepton : Mr. Woodhouse
- Samantha Bond : Mrs. Weston
- James Hazeldine (en) (VF : Gérard Surugue) : Mr. Weston
- Dominic Rowan (en) (VF : Laurent Morteau) : Mr. Elton
- Samantha Morton (VF : Dorothée Pousséo) : Harriet Smith
- Prunella Scales (VF : Céline Monsarrat) : Miss Bates
- Sylvia Barter : Mrs. Bates
- Olivia Williams (VF : Alexandra Garijo) : Jane Fairfax
- Ray Coulthard (en) : Frank Churchill
- Guy Henry : John Knightley
- Dido Miles : Isabella Knightley
- Lucy Robinson : Mrs. Elton
- Judith Coke : Mrs. Goddard
- Alistair Petrie : Robert Martin
- Peter Howell : Mr. Perry
- Phoebe Welles-Cooper : Elizabeth Martin
- Tabby Harris : Miss Otway
- Neville Phillips : Thomas

## Lieux de tournage
- Berkshire, England, UK

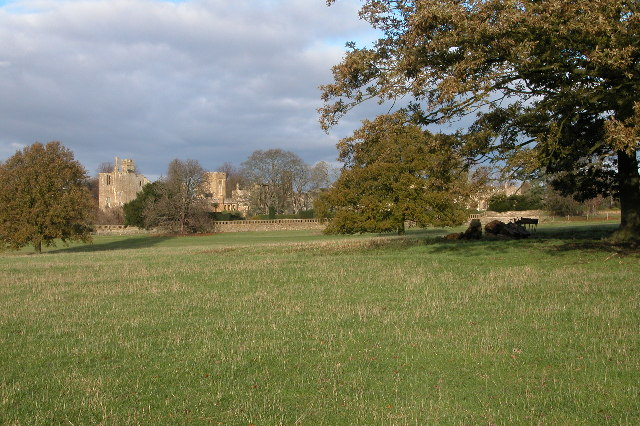
Les extérieurs de Donwell Abbey (château de Sudeley).

- Château de Broughton, Banbury, Oxfordshire, Angleterre, Royaume-Uni

(Donwell Abbey. Le grand hall)
- Dorney Court,Dorney, Buckinghamshire, Angleterre, Royaume-Uni

(Randalls)
- Lacock,Wiltshire,Angleterre, Royaume-Uni

(Highbury)

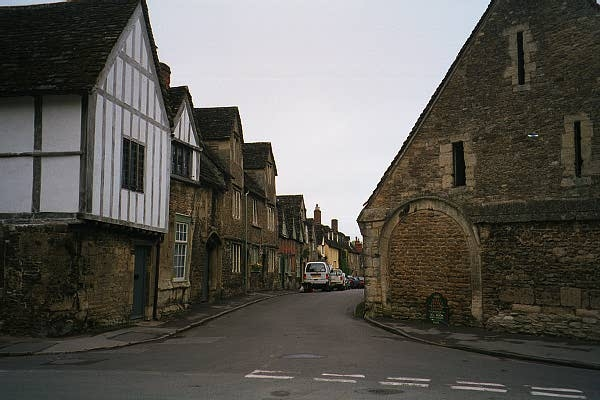
Lacock est Highbury.

- Stanway House, Stow-on-the-Wold, Gloucestershire, Angleterre, Royaume-Uni

(Donwell Abbey)
- Château de Sudeley, Sudeley, Gloucestershire, Angleterre, Royaume-Uni

(Donwell Abbey. Les extérieurs)
- Thame Park,Thame, Oxfordshire, Angleterre, Royaume-Uni

(Abbey Mill Farm, Hartfield (intérieurs), Donwell (les carrés de fraisiers, les masures, le camp des bohémiens, la mer à Weymouth)
- Trafalgar Park, North Salisbury, Wiltshire, Angleterre, Royaume-Uni

(Hartfield)

## Réception et critiques
Plusieurs commentateurs ont comparé avantageusement ce téléfilm avec le film Emma, l'entremetteuse de Douglas McGrath avec Gwyneth Paltrow, sorti la même année. Le journaliste Tom Gilatto du magazine People l'estime supérieur au film, en raison de l'interprétation de Kate Beckinsale : « Paltrow jouait le rôle avec l'air hautain d'un cygne. Beckinsale est vibrante de féminité et de romantisme. Et elle est époustouflante dans ses robes taille empire » (« Paltrow played the part with a swanlike haughtiness. Beckinsale is vibrantly girlish and romantic. And she looks smashing in Empire-waist dresses »). Gliatto fait aussi l'éloge du script de Davies qui parvient selon lui a « rendre non seulement le charme léger de Jane Austen, mais aussi les pointes de sa critique sociale » (« captur[ing] not just Austen's light charm but the pinpricks of her social criticism »). Caryn James du New York Times ajoute que dans cette histoire où l'héroïne est peu sympathique, Kate Beckinsale tient merveilleusement la route : elle est moins jolie que Gwyneth Paltrow et en même temps plus crédible et plus drôle. Elle a été bien préparée à ce rôle après avoir joué celui d'un autre personnage sûr de lui en société et plutôt comique dans un film récent, Cold Comfort Farm. James salue également la performance du scénario qui réussit habilement à laisser voir au spectateur les détails de cette société sans qu'Emma y fasse elle-même allusion et à montrer en quoi Emma et Knightley sont faits l'un pour l'autre.